# Aglaia brassii
Aglaia brassii là một loài thực vật thuộc họ Meliaceae. Loài này có ở Úc, Indonesia, Papua New Guinea, và quần đảo Solomon.